# Saqaliba
Il vocabolo Ṣaqāliba (in arabo صقالبة‎? sing. Ṣiqlabi) indica, nei testi arabi del periodo medievale, i popoli slavi e gli schiavi deportati nel Mondo arabo di origine slava. In particolare, Vicino Oriente, Nord Africa, Sicilia e al-Andalus.